# Senegal na Letnich Igrzyskach Olimpijskich 1992
Senegal na Letnich Igrzyskach Olimpijskich 1992 reprezentowało 20 zawodników: 18 mężczyzn i dwie kobiety. Był to 8 start reprezentacji Senegalu na letnich igrzyskach olimpijskich.

## Skład kadry

### Judo
Mężczyźni
- Pierre Sène – waga do 65 kg – 24. miejsce,
- Malick Seck – waga do 71 kg – 13. miejsce,
- Amadou Guèye – waga do 78 kg – 34. miejsce,
- Aly Attyé – waga do 86 kg – 21. miejsce,
- Moussa Sall – waga do 95 kg – 21. miejsce,
- Khalif Diouf – waga powyżej 95 kg – 13. miejsce,

### Lekkoatletyka
Kobiety
- N’Dèye Dia – bieg na 100 m – odpadł w eliminacjach,
- Aïssatou Tandian – bieg na 400 m – odpadł w ćwierćfinale,

Mężczyźni
- Charles-Louis Seck – bieg na 100 m – odpadł w eliminacjach,
- Ibrahima Tamba – bieg na 200 m – odpadł w ćwierćfinale,
- Babacar Niang – bieg na 800 m – odpadł w półfinale,
- Amadou Dia Ba – bieg na 400 m przez płotki – odpadł w eliminacjach,
- Charles-Louis Seck, Amadou M’Baye, Seynou Loum, Oumar Loum – sztafeta 4 x 100 m – odpadli w eliminacjach,

### Pływanie
Mężczyźni
- Mouhamed Diop

50 m stylem dowolnym – 49. miejsce,
100 m stylem dowolnym – 64. miejsce,
200 m stylem zmiennym – 50. miejsce,
- Bruno N’Diaye

50 m stylem dowolnym – 57. miejsce,
100 m stylem dowolnym – 68. miejsce,

### Zapasy
Mężczyźni
- Alioune Diouf

styl klasyczny waga do 100 kg – odpadł w eliminacjach,
styl wolny waga do 100 kg – odpadł w eliminacjach,
- Bounama Touré – styl klasyczny waga do 130 kg – odpadł w eliminacjach,
- Mor Wade – styl wolny waga do 130 kg – odpadł w eliminacjach,